# Miguel Pinto
Miguel Ángel Pinto Jerez (Talagante, Región Metropolitana, Chile, 4 de julio de 1983) es un exfutbolista chileno que jugaba como guardameta. Actualmente es ayudante técnico de Esteban González en Coquimbo Unido.  Es el hermano menor de Rodrigo Pinto, quien también se desempeñó como arquero.
Fue elegido el Mejor Arquero de Sudamérica en 2009.

## Trayectoria

### Universidad de Chile
Formado en las inferiores de Universidad de Chile, donde se convirtió en el tercer arquero en 2002 (tras Sergio Vargas y Johnny Herrera), frente a una lesión del primero y una suspensión del segundo. Debutó en el primer equipo el 6 de octubre de 2002, en una victoria por 1-0 contra Coquimbo Unido.  Luego de ser banca los años 2003, 2004, 2005 y luego de la partida de Johnny Herrera al Corinthians de Brasil, tomó la titularidad de su equipo en el torneo Apertura de 2006. 
Desde ese campeonato se hizo muy conocido por las camisetas inconfundibles que utiliza (a la usanza de José Luis Chilavert). El 2007, tuvo grandes actuaciones convirtiéndolo en el mejor jugador azul de la temporada, además de ganarse a la hinchada la que en más de un partido le dedicó cánticos. Después del retiro de Marcelo Salas, se convirtió en primer capitán del conjunto azul.Tuvo mucho éxito.
El 2009 es sin duda el mejor año de lo que va de la carrera de Pinto, ya que, además de ser campeón del torneo apertura, siendo capitán de la ‘‘U’’, ganó el balón de oro de la ANFP de ese año y formó parte del equipo ideal de América del 2009 siendo elegido como el mejor portero de América de ese año, según el diario el país de Uruguay, principalmente por sus grandes actuaciones en la Copa Libertadores y copa Sudamericana de ese año.
El día miércoles 28 de enero de 2009 juega su primer partido internacional con la camiseta de la Universidad de Chile contra Pachuca, dejando su valla invicta en la victoria por uno a cero en el Estadio Santa Laura.
Mientras que el 4 de febrero del mismo año, realizó su segunda participación en la Copa Libertadores con la "U", perdiendo por 2 goles a 1, pero clasificando de todas maneras a la fase de grupos de la copa.
El 25 de febrero de 2009, juega contra Grêmio por la fase de Grupo de la copa Libertadores, donde se destacó por sobre todos los jugadores, siendo la figura del partido con grandes atajadas. También destaca en el partido por la segunda fecha del grupo contra Aurora de Bolivia por su "espectacular vuelo", luego de partidos increíbles por la Copa Libertadores la U. de Chile quedó eliminada a manos de Cruzeiro con una gran actuación de Pinto, quien evitó el gol en varias ocasiones, pero no fue suficiente para pasar a la siguiente fase, donde la Universidad de Chile perdió por 1:0.
Otra de las buenas actuaciones de este arquero fue en el empate 1:1 con Internacional de Porto Alegre en Brasil (23 de septiembre de 2009) en el primer partido de octavos de final de la Copa Sudamericana 2009, donde Pinto salvo en muchas oportunidades a la "U" con sus brillantes atajadas. En el partido de vuelta nuevamente fue uno de los destacados del partido que finalizó con su valla en cero y con una victoria de 1:0 a favor de su equipo consiguiendo así el paso a los cuartos de final del certamen internacional mencionado.
En cuartos de final, tuvo otra brillante actuación contra Fluminense en Brasil en el mismísimo Estadio Maracaná, donde el arquero chileno salvó en muchas ocasiones a la Universidad de Chile, donde finalmente empató 2:2. Todo esto lo ha llevado a ser catalogado por los medios internacionales de Sudamérica como el mejor arquero del continente.
Luego de las grandes actuaciones, sufre un problema en los meniscos, que lo alejó de las canchas, siendo reemplazado por Esteban Conde, tanto en la Copa Libertadores 2010 como en el Torneo Nacional 2010.
El 14 de abril de 2010, volvió a la titularidad en la victoria de Universidad de Chile sobre Caracas FC como visita por 3 - 1, sin brillar como en otras ocasiones, pero con un juego correcto. No obstante, a partir de ese momento, llegaría a ser uno de los más importantes artífices del rendimiento de la Universidad de Chile en la Copa Libertadores 2010, logrando una campaña brillante que lo llevó a una histórica Semifinal, ubicando al club entre los primeros cuatro puestos de los mejores equipos de Latinoamérica. No obstante, en el partido se vuelta, Pinto fue protagonista luego de cometer un error en el primer gol de Xavier Báez, luego de que la pelota se le escapara por debajo de su cuerpo.

### Atlas de Guadalajara y Correcaminos de la UAT
A finales del año 2010, llega al Atlas de Guadalajara, siendo traspasado por el club azul. Pinto firmó por 2 años en el club mexicano, tras una buena campaña con la "U", pero, a finales de 2013, Tomás Boy ya no lo contempló. Y después de no encontrar equipo, ficha con los Correcaminos de la UAT. Después de la salida de Boy, y también la de Vilar en la portería, se determinó que regresaría con los Zorros.
En julio de 2015 obtuvo la nacionalidad mexicana, por lo que dejó de utilizar un cupo de extranjero en el club. Durante la primera mitad de la temporada 2015-2016 jugó solo diez partidos, y fue declarado transferible.

### Regreso al fútbol chileno
El 17 de junio de 2016 se hizo oficial el traspaso de Pinto a O'Higgins de la Primera División de Chile, luego de la salida de Jorge Carranza. Tras tres temporadas en el conjunto Rancagüino, en diciembre de 2019 es anunciado como nuevo jugador de Colo-Colo.
En febrero de 2021 firma un contrato por dos temporadas con Unión Española. En diciembre de 2022, firma como nuevo jugador de Coquimbo Unido.   .Permaneció en el club hasta 2024, cuando se retiró para convertirse en el ayudante técnico de Esteban González.  

## Selección nacional
Fue internacional 21 veces. Pinto debutó por la Selección el 27 de abril de 2006 en un amistoso contra Nueva Zelanda, ganando 1-0 el partido, luego participó en una gira de la selección de fútbol de Chile en 2006 en Europa, jugando el partido amistoso contra Costa de Marfil, empatando 1-1. También participó en un amistoso por la denominada Copa del Pacífico 2006 jugado en Viña del Mar frente a Perú donde ganaron por 3-2.
Para la Copa América Venezuela 2007 se negó a ir como 3.er arquero. Participó como arquero N.º 1 en la gira a Asia dejando en la banca a Cristopher Toselli, jugando en el 0-0 frente a Corea del Sur y en la victoria 1-0 frente a Japón. En enero del 2009 participó en un partido amistoso contra Honduras, siendo jugado en Estados Unidos perdiendo 2-0, y en otro en agosto frente a Dinamarca, ganado 2-1 en Copenhague. Durante esos años, Marcelo Bielsa le convocó constantemente a las Clasificatorias a Sudáfrica 2010 como el segundo arquero de la selección detrás del capitán Claudio Bravo, clasificando al Mundial con la selección.
Pinto fue nominado a la Copa del Mundo Sudáfrica 2010, donde Chile fue eliminado en octavos de final por Brasil. El 2011 es convocado por Claudio Borghi para un amistoso ante Estonia, donde entró en el segundo tiempo, ganando Chile por 4-0. 
Debutó en la Copa América Argentina 2011, en fase de grupos el 12 de julio, derrotando a Perú por 1-0.  Su selección finalmente fue eliminada de la Copa América en cuartos de final por Venezuela. El año 2012 vuelve a jugar por las Eliminatorias a la Copa Mundial de Fútbol de 2014 tras la lesión del portero Claudio Bravo, jugando en las derrotas ante  Ecuador y Argentina por 3-1 y 1-2, respectivamente.
Su última nominación a la selección ocurrió el 2 de septiembre de 2016, para la doble fecha clasificatoria para el Mundial de Rusia 2018 cuando enfrentaron a Paraguay y Bolivia, sin ingresar en ninguno de estos.

### Participaciones en Copas del Mundo
| Mundial                        | Sede      | Resultado        | PJ |
| ------------------------------ | --------- | ---------------- | -- |
| Copa Mundial de Fútbol de 2010 | Sudáfrica | Octavos de final | 0  |

### Participaciones en Copa América
| Copa              | Sede      | Resultado        | PJ |
| ----------------- | --------- | ---------------- | -- |
| Copa América 2011 | Argentina | Cuartos de final | 1  |

#### Participaciones en Clasificatorias a Copas del Mundo
| Eliminatorias                | País      | Resultado   | Posición | Partidos |
| ---------------------------- | --------- | ----------- | -------- | -------- |
| Eliminatorias Sudáfrica 2010 | Sudáfrica | Clasificado | 2.º      | 0        |
| Eliminatorias Brasil 2014    | Brasil    | Clasificado | 3.º      | 2        |
| Eliminatorias Rusia 2018     | Rusia     | Eliminado   | 6.º      | 0        |

### Partidos internacionales
Actualizado al último partido jugado el 14 de noviembre de 2012.
| Partidos internacionales | Partidos internacionales | Partidos internacionales                                      | Partidos internacionales | Partidos internacionales | Partidos internacionales | Partidos internacionales      |
| N.º                      | Fecha                    | Estadio                                                       | Local                    | Resultado                | Visitante                | Competición                   |
| ------------------------ | ------------------------ | ------------------------------------------------------------- | ------------------------ | ------------------------ | ------------------------ | ----------------------------- |
| 1                        | 27 de abril de 2006      | Estadio Municipal Nicolás Chahuán Nazar, La Calera, Chile     | Chile                    | 1-0                      | Nueva Zelanda            | Amistoso                      |
| 2                        | 30 de mayo de 2006       | Stade Municipal, Vittel, Francia                              | Chile                    | 1-1                      | Costa de Marfil          | Amistoso                      |
| 3                        | 7 de octubre de 2006     | Estadio Sausalito, Viña del Mar, Chile                        | Chile                    | 3-2                      | Perú                     | Copa del Pacífico 2006        |
| 4                        | 15 de noviembre de 2006  | Estadio Sausalito, Viña del Mar, Chile                        | Chile                    | 3-2                      | Paraguay                 | Amistoso                      |
| 5                        | 28 de marzo de 2007      | Estadio Fiscal de Talca, Talca, Chile                         | Chile                    | 1-1                      | Costa Rica               | Amistoso                      |
| 6                        | 18 de abril de 2007      | Estadio Malvinas Argentinas, Mendoza, Argentina               | Argentina                | 0-0                      | Chile                    | Amistoso                      |
| 7                        | 26 de enero de 2008      | Estadio Olímpico de Tokio, Tokio, Japón                       | Japón                    | 0-0                      | Chile                    | Amistoso                      |
| 8                        | 30 de enero de 2008      | Estadio Mundialista de Seúl, Seúl, Corea del Sur              | Corea del Sur            | 0-1                      | Chile                    | Amistoso                      |
| 9                        | 24 de septiembre de 2008 | Los Angeles Memorial Coliseum, Los Ángeles, Estados Unidos    | Chile                    | 1-0                      | México                   | Amistoso                      |
| 10                       | 18 de enero de 2008      | Lockhart Stadium, Fort Lauderdale, Estados Unidos             | Chile                    | 0-2                      | Honduras                 | Amistoso                      |
| 11                       | 27 de mayo de 2008       | Estadio Nagai, Osaka, Japón                                   | Japón                    | 4-0                      | Chile                    | Copa Kirin                    |
| 12                       | 29 de mayo de 2008       | Fukuda Denshi Arena, Chiba, Japón                             | Chile                    | 1-1                      | Bélgica                  | Copa Kirin                    |
| 13                       | 12 de agosto de 2008     | Estadio Brøndby, Copenhague, Dinamarca                        | Dinamarca                | 1-2                      | Chile                    | Amistoso                      |
| 14                       | 31 de mayo de 2010       | Estadio Bicentenario Municipal Nelson Oyarzún, Chillán, Chile | Chile                    | 1-0                      | Irlanda del Norte        | Amistoso                      |
| 15                       | 19 de junio de 2011      | Estadio Monumental, Santiago, Chile                           | Chile                    | 4-0                      | Estonia                  | Amistoso                      |
| 16                       | 12 de julio de 2011      | Estadio Malvinas Argentinas, Mendoza, Argentina               | Chile                    | 1-0                      | Perú                     | Copa América 2011             |
| 17                       | 4 de septiembre de 2011  | Estadio Cornellà-El Prat, Barcelona, España                   | Chile                    | 0-1                      | México                   | Amistoso                      |
| 18                       | 15 de agosto de 2012     | Citi Field, Nueva York, Estados Unidos                        | Chile                    | 0-3                      | Ecuador                  | Amistoso                      |
| 19                       | 12 de octubre de 2012    | Estadio Olímpico Atahualpa, Quito, Ecuador                    | Ecuador                  | 3-1                      | Chile                    | Clasificatorias a Brasil 2014 |
| 20                       | 16 de octubre de 2012    | Estadio Nacional Julio Martínez Prádanos, Santiago, Chile     | Chile                    | 1-2                      | Argentina                | Clasificatorias a Brasil 2014 |
| 21                       | 14 de noviembre de 2012  | AFG Arena, San Galo, Suiza                                    | Chile                    | 1-3                      | Serbia                   | Amistoso                      |
| Total                    | Total                    | Total                                                         | Presencias               | 21                       | Goles                    | 0                             |

## Estadísticas
| Universidad de Chile · Chile                                                                              | 1.ª           | 2002          | 6   | 0 | —  | — | —  | — | 6   | 0 |
| Universidad de Chile · Chile                                                                              | 1.ª           | 2003          | 19  | 0 | —  | — | —  | — | 19  | 0 |
| Universidad de Chile · Chile                                                                              | 1.ª           | 2004          | 4   | 0 | —  | — | —  | — | 4   | 0 |
| Universidad de Chile · Chile                                                                              | 1.ª           | 2005          | 12  | 0 | —  | — | —  | — | 12  | 0 |
| Universidad de Chile · Chile                                                                              | 1.ª           | 2006          | 42  | 0 | —  | — | —  | — | 42  | 0 |
| Universidad de Chile · Chile                                                                              | 1.ª           | 2007          | 44  | 0 | —  | — | —  | — | 44  | 0 |
| Universidad de Chile · Chile                                                                              | 1.ª           | 2008          | 42  | 0 | —  | — | —  | — | 42  | 0 |
| Universidad de Chile · Chile                                                                              | 1.ª           | 2009          | 30  | 0 | —  | — | 16 | 0 | 46  | 0 |
| Universidad de Chile · Chile                                                                              | 1.ª           | 2010          | 22  | 0 | —  | — | 9  | 0 | 31  | 0 |
| Universidad de Chile · Chile                                                                              | Total club    | Total club    | 221 | 0 | 0  | 0 | 25 | 0 | 246 | 0 |
| Atlas · México                                                                                            | 1.ª           | 2010-11       | 17  | 0 | —  | — | —  | — | 17  | 0 |
| Atlas · México                                                                                            | 1.ª           | 2011-12       | 31  | 0 | —  | — | —  | — | 31  | 0 |
| Atlas · México                                                                                            | 1.ª           | 2012-13       | 34  | 0 | —  | — | —  | — | 34  | 0 |
| Atlas · México                                                                                            | 1.ª           | 2013-14       | 15  | 0 | 6  | 0 | —  | — | 21  | 0 |
| Atlas · México                                                                                            | 1.ª           | 2015-16       | —   | — | 5  | 0 | —  | — | 5   | 0 |
| Atlas · México                                                                                            | Total club    | Total club    | 98  | 0 | 11 | 0 | 0  | 0 | 109 | 0 |
| Correcaminos de la UAT · México                                                                           | 2.ª           | 2013-14       | 18  | 0 | 5  | 0 | —  | — | 23  | 0 |
| Correcaminos de la UAT · México                                                                           | 2.ª           | 2014-15       | 28  | 0 | 6  | 0 | —  | — | 34  | 0 |
| Correcaminos de la UAT · México                                                                           | 2.ª           | 2015-16       | 15  | 0 | 3  | 0 | —  | — | 18  | 0 |
| Correcaminos de la UAT · México                                                                           | Total club    | Total club    | 61  | 0 | 14 | 0 | 0  | 0 | 75  | 0 |
| Cafetaleros de Tapachula · México                                                                         | 2.ª           | 2016-17       | 14  | 0 | —  | — | —  | — | 14  | 0 |
| Cafetaleros de Tapachula · México                                                                         | Total club    | Total club    | 14  | 0 | 0  | 0 | 0  | 0 | 14  | 0 |
| O'Higgins · Chile                                                                                         | 1.ª           | 2016-17       | 31  | 0 | 4  | 0 | 4  | 0 | 39  | 0 |
| O'Higgins · Chile                                                                                         | 1.ª           | 2017          | 15  | 0 | 4  | 0 | —  | — | 19  | 0 |
| O'Higgins · Chile                                                                                         | 1.ª           | 2018          | 29  | 0 | —  | — | —  | — | 29  | 0 |
| O'Higgins · Chile                                                                                         | 1.ª           | 2019          | 15  | 0 | 3  | 0 | —  | — | 18  | 0 |
| O'Higgins · Chile                                                                                         | Total club    | Total club    | 90  | 0 | 11 | 0 | 4  | 0 | 105 | 0 |
| Colo-Colo · Chile                                                                                         | 1.ª           | 2020          | 5   | 0 | 0  | 0 | 1  | 0 | 6   | 0 |
| Colo-Colo · Chile                                                                                         | Total club    | Total club    | 5   | 0 | 0  | 0 | 1  | 0 | 6   | 0 |
| Unión Española · Chile                                                                                    | 1.ª           | 2021          | 9   | 0 | 8  | 0 | —  | — | 17  | 0 |
| Unión Española · Chile                                                                                    | 1.ª           | 2022          | 7   | 0 | 5  | 0 | —  | — | 12  | 0 |
| Unión Española · Chile                                                                                    | Total club    | Total club    | 16  | 0 | 13 | 0 | 0  | 0 | 29  | 0 |
| Coquimbo Unido · Chile                                                                                    | 1.ª           | 2023          | 1   | 0 | 1  | 0 | —  | — | 2   | 0 |
| Coquimbo Unido · Chile                                                                                    | 1.ª           | 2024          | 4   | 0 | 5  | 0 | —  | — | 9   | 0 |
| Coquimbo Unido · Chile                                                                                    | Total club    | Total club    | 5   | 0 | 6  | 0 | 0  | 0 | 11  | 0 |
| Total carrera                                                                                             | Total carrera | Total carrera | 510 | 0 | 55 | 0 | 30 | 0 | 595 | 0 |
| (1) Incluye datos de Copa Chile y Copa MX. (2) Incluye datos de la Copa Libertadores y Copa Sudamericana. |               |               |     |   |    |   |    |   |     |   |

### Resumen estadístico
| Competición                | Partidos | Goles |
| -------------------------- | -------- | ----- |
| Primera División de Chile  | 337      | 0     |
| Primera División de México | 98       | 0     |
| Liga de Ascenso de México  | 75       | 0     |
| Copa Chile                 | 30       | 0     |
| Copa de México             | 25       | 0     |
| Copa Libertadores          | 18       | 0     |
| Copa Sudamericana          | 12       | 0     |
| Selección de Chile         | 21       | 0     |
| Total                      | 616      | 0     |

## Palmarés

### Campeonatos nacionales
| Título           | Club                 | País  | Año    |
| ---------------- | -------------------- | ----- | ------ |
| Primera División | Universidad de Chile | Chile | 2004-A |
| Primera División | Universidad de Chile | Chile | 2009-A |
| Copa Chile       | Colo-Colo            | Chile | 2019   |

### Distinciones individuales
| Distinción                                                                | Año  |
| ------------------------------------------------------------------------- | ---- |
| Mejor Arquero del Campeonato Chileno                                      | 2009 |
| Balón de Oro del Campeonato Chileno                                       | 2009 |
| Parte del equipo ideal de los Premios Revista El Gráfico Chile            | 2009 |
| Parte del equipo ideal de la Copa Sudamericana (Agencia EFE)              | 2009 |
| Mejor arquero de la Copa Sudamericana (Agencia EFE)                       | 2009 |
| Parte del Equipo Ideal de América (Según el Diario El País de Montevideo) | 2009 |
| Medalla Bicentenario                                                      | 2010 |

### Capitán de Universidad de Chile
| Predecesor: Marcelo Salas | Capitán de Universidad de Chile 2009 - 2010 | Sucesor: José Rojas |